# Hiroaki Kuwahara
Hiroaki Kuwahara (Japans: 桑原洋明, Kuwahara Hiroaki) (Tokio, 12 september 1941) is een Japans componist en dirigent.

## Levensloop
Zijn studie deed hij aan het Kunitachi Music College in Tokio, Japan, onder andere bij de docenten Michio Kikukawa, Saburo Takata alsook Yuzuru Shimaoka. Tegenwoordig is hij docent aan de Chiyoda School of Technology and Fine Arts in Tokio, Japan.
Hij componeerde symfonische werken en kamermuziek. Buiten Japan zijn de werken voor harmonieorkest bijzonder bekend.

## Composities

### Werken voor orkest
- Tsugaru Topography

### Werken voor harmonieorkest
- 1968 Rhapsody and Fugue
- 1969 Three Fragments for Band
- 1974 Jisho Imayo-raku
- 1975 Lament
- 1975 1975 Elegy
- 1976 Rondo Tristamente
- 1977 Dorian Rhapsody for Band
- 1977 Wiegenlied
- 1980 Legend
- 1982 Monologue
- 1985 Symphonic Rhapsody, gebaseerd op twee volksmelodieën (gecomponeerd voor de Festlichen Musiktage für zeitgenössische Blasmusik 1985 te Uster (Zwitserland))
- 1990 Music, voor blaasorkest
- Cradle Song

### Kamermuziek
- 2010 Butterfly sneeuwstorm Michiyuki, voor dwarsfluit en piano
- An Ancient Japanese Melody voor eufonium en piano
- Counterattack Of Godzilla voor eufonium en piano
- Ghost Atsumori, voor dwarsfluit en piano
- Sonate "Wind Suite", voor altsaxofoon en piano
- Suite The Four Seasons of Japan voor dwarsfluit en piano
  1. The evening of spring
  2. A butterfly and the day lily
  3. Moon on the lake
  4. Snow festival
- Three Folk Songs, voor klarinet en piano